# آرتور کندی (بازیگر)
آرتور کندی (انگلیسی: Arthur Kennedy؛ زاده ۱۷ فوریهٔ ۱۹۱۴ – درگذشته ۵ ژانویهٔ ۱۹۹۰) بازیگر اهل ایالات متحده آمریکا بود. از فیلم‌هایی که وی در آن نقش داشته‌است، می‌توان به لورنس عربستان، پیروزی درخشان، پنجره، آخرین مهلت شیکاگو، سیرای مرتفع، مردی با چهره عجیب به‌دنبال توست تا تو را بکشد، انسان‌نما، سلام، قهرمان! ، مردی از لارامی، نشانه‌های زندگی و پلیس قاتل اشاره کرد.

## خروج از فیلمسازی
با مرگ همسرش ، از دست دادن بینایی، اعتیاد به الکل و سرطان تیروئید، گزارش شد که کندی علاقه خود را به فیلمسازی از دست داده است. 